# Huperzia buttersii
Huperzia buttersii är en lummerväxtart som först beskrevs av Ernst Cleveland Abbe, och fick sitt nu gällande namn av John T. Kartesz och Gandhi. Huperzia buttersii ingår i släktet lopplumrar, och familjen lummerväxter. Inga underarter finns listade i Catalogue of Life.